# 劳弗斯韦勒
劳弗斯韦勒是德国莱茵兰-普法尔茨州的一个小镇。总面积6.79平方公里，总人口842人，其中男性429人，女性413人（2011年12月31日），人口密度124人/平方公里。该镇有一系列观光景点及6家有名的俱乐部。同时也诞生了Aloys Felke、Günter Felke、Michael Felke几位名人。当前镇长是Günter Heck。